# Smederevo
Smederevo (v srbské cyrilici Смедерево) je město na východě Srbska, správní středisko Podunajského okruhu. Nachází se na břehu Dunaje, v blízkosti soutoku řeky s Velkou Moravou, 45 km jihovýchodně od Bělehradu, 70 km severně od Kragujevace a 125 km jižně od Temešváru. Nachází se na samém konci Panonské nížiny. V roce 2011 mělo 64 105 obyvatel. Je známé jako město železa (srbsky gvvožđe) a vína (srbsky grožđe), a to jak díky ocelárně, tak i okolním vinicím.

## Název
Město je známé v latině, rumunštině a řečtině pod názvem Semendria, v italštině jako Samandria, v maďarštině jako Szendrő, resp. Veg-Szendrő a v turečtině jako Semendire.
Název Smederevo nemá jasný etymologický původ. Podle středověkého italského historika Antonia Bonfiniho vznikl z maďarského Szendrő (které doslova znamená Svatý Ondřej). Podle jiných zdrojů vzniklo podle středověkého mužského jména Smender. Někteří historikové[zdroj?] se domnívají, že název je předslovanského, přesněji íránsko-chazarského původu.

## Historie
Trvalé osídlení na místě dnešního města vzniklo v 1. století př. n. l., když Římská říše obsadila oblast dnešního západního Balkánu. Podrobila si i tehdejší osadu kterou pojmenovala Vinceia. Ze správního hlediska byla oblast součástí nejprve provincie Moesia, později Moesia Superior. Římané jej znali pod názvem Mons Aurea (Zlatá hora) jako osadu.
Město Smederevo je ve středověku poprvé připomínáno roku 1019 v dokumentu byzantského císaře Basileia II. Je zmíněno jako jedno z míst, které bylo pod správou nově ustanovené Ohridské archiepiskopie. Později je připomínáno v dokumentu knížete Lazara z roku 1381, kde je zmíněn klášter Ravanica a okolní sídla, včetně Smedereva. Město se rozvíjelo u koryta řeky Jezavy, která v místě středu města a přístavu ústila do Dunaje.
Význam získalo město až v 15. století po Bitvě na Kosově poli a postupném přesunu srbského státu na sever, během expanze Turků do regionu. Srbský despota Đurad Branković musel vrátit Uhersku Bělehrad a za své nové sídlo si zvolil právě Smederevo, kde nechal zbudovat pevnost v byzantském stylu. Ta byla dokončena roku 1430 a okolo ní se začalo rozvíjet podhradí. Až v roce 1459 město obsadili Turci spolu se zbytkem srbského despotátu. Přestože Osmané po boji město značně poničili, strategická poloha města na břehu Dunaje bránila tomu, aby Smederevo bylo opuštěno. Původní pevnost byla naopak přestavěna a rozšířena pro potřeby turecké armády.
Na podzim 1476 se společné vojsko Uhrů a Srbů pokusilo město znovu obsadit, nicméně neúspěšně. Obléhání trvalo několik měsíců, na obranu města před útočníky ze severu dohlížel sám turecký sultán Mehmed II. Maďaři se po dlouhých bojích nakonec rozhodli ustoupit. Další útoky probíhaly ještě v letech 1494 (pod vedením Pála Kinizského) a 1512 (Ján Zápolský), nicméně ani jednomu z útočníků se nepodařilo město získat.

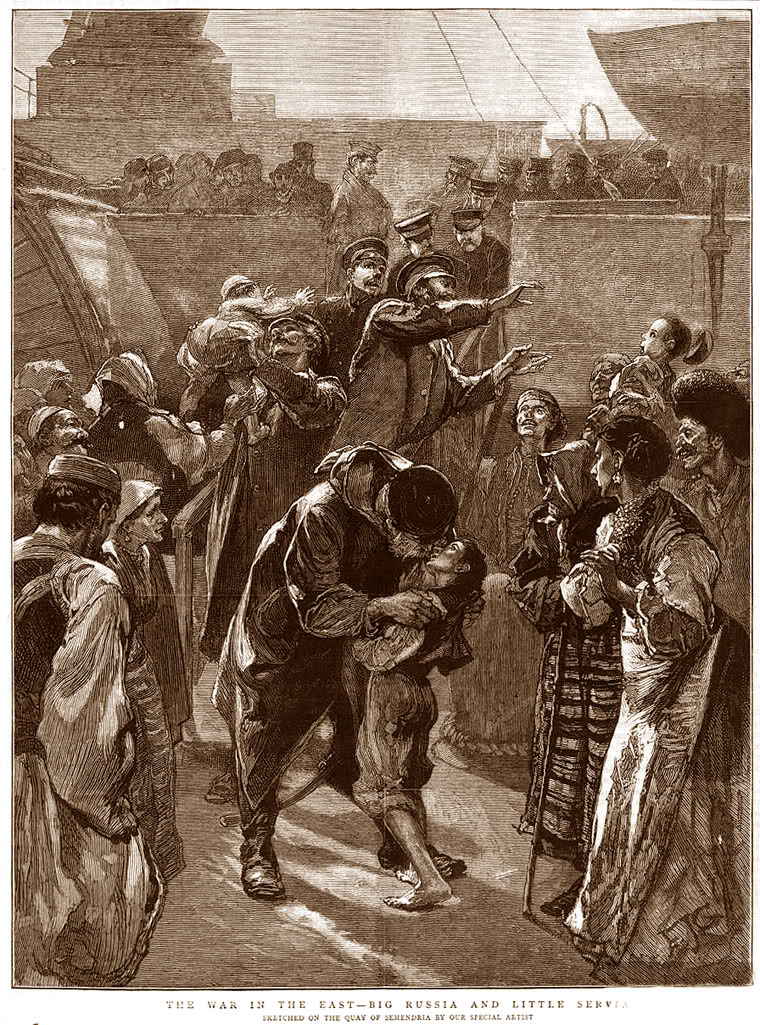
Ruští dobrovolníci připlouvající v roce 1876 po Dunaji do Smedereva na pomoc v boji proti Turkům.

Smederevo se stalo centrem tzv. Smederevského sandžaku, správní jednotky Osmanské říše na území dnešního Srbska. Stejně jako řada dalších měst se postupně začalo islamizovat. V roce 1661 navštívil město turecký cestovatel Evlija Čelebi, který si poznamenal, že zde stálo na 3000 domů, další tisícovka potom v prostoru samotné pevnosti. Čelebiho popisy domů však bývají vnímány rozporuplně, neboť je sám cestovatel mnohdy nadhodnocoval. Muslimské obyvatelstvo v Smederevu žilo nejspíše až do konce 18. století.
Pod tureckou nadvládou bylo město až do roku 1718. Jen na krátkou dobu v roce 1688 jej obsadila rakouská armáda. Poté jej (stejně jako severní část centrálního Srbska obsadila po válce a podepsání Požarevackého míru rakouská armáda. Rakouská správa však trvala pouhých dvacet let, a po roce 1739 se město stalo opět součástí Osmanské říše.
Na začátku 19. století ovládli město vzbouřenci. Bylo zde také rozhodnuto o rozšíření povstání směrem na východ na území dnešního Bulharska. Roku 1806 zde byla založena první základní škola. V té době zde také zasedal Praviteljstvujušči sovjet s Dositejem Obradovićem v čele. Město na krátkou dobu fungovalo opět jako srbské hlavní město. Přestože po vzniku moderního Srbska v druhé polovině 19. století tuto výsadu ztratilo, rozvíjelo se stejně dynamicky, jako všechna větší sídla na Balkáně. Roku 1855 byl vybudován kostel sv. Jiří, roku 1866 byla ve Smederevu otevřena nemocnice. Jen o rok později opustila místní pevnost jako jednu z posledních na území srbského knížectví turecká vojenská posádka. V roce 1871 bylo otevřeno místní gymnázium, od roku 1875 začaly vycházet první noviny (Narodna volja). V roce 1886 získalo město železniční spojení se zbytkem země. Roku 1899 bylo otevřeno místní divadlo. V závěru 19. století provozovala rakousko-uherská lodní společnost pravidelnou linku z Bělehradu přes Smederevo do přístavu Bazias.
V zimě roku 1864 bylo ve Smederevu odhaleno protistátní spiknutí, v němž byl svrhnutý panovník z rodu Karađorđevićů zván zpět na srbský trůn.
Na počátku 20. století mělo Smederevo 7000 obyvatel, v roce 2003 v něm žilo 62 900 obyvatel. Během první světové války bylo okupováno Rakousko-uherskou armádou (1914). Okupační vojska v původní historické pevnosti zřídila zajatecký tábor, kde panovaly těžké poměry. O jeho fungování poté Mezinárodnímu červenému kříži přednesli v roce 1919 zprávu Roger Steinmetz a Paul Schazmann. Město bylo osvobozeno 17. října 1918 srbskou armádou po průlomu Soluňské fronty.
V meziválečné Jugoslávii bylo město součástí Dunajské bánoviny, která měla své správní centrum v Novém Sadu. Roku 1925 získalo první urbanistický plán. O dva roky později bylo připojeno na elektrickou síť.
Za 2. světové války město okupovalo německé vojsko, které do pevnosti umístilo sklad munice. 5. června 1941 došlo k mohutnému výbuchu uskladněného střeliva; výbuch měl za následek asi 1200 lidských obětí a vážně poškodil pevnost. Dne 16. října 1944 bylo Smederevo v předvečer Bělehradské operace osvobozeno.
Po roce 1945 se stalo centrem Smederevské oblasti, která byla správní jednotkou v rámci FNRJ. Město bylo dodatečně industrializováno. Byly otevřeny např. továrny Zelvoz, továrna na stavební stroje Fagram, ocelárna, nebo továrna Satrid, která byla spuštěna v roce 1971 (tehdy jako MKS). Vznikly dvě oddělené průmyslové zóny. V roce 1990 byl dokončen rozsáhlý objekt Smederevského kulturního centra inspirovaný brutalistní architekturou. Jeho součástí byla také nová budova městské knihovny. 
Roku 1999 byli v souvislostí s válkou v Kosovu v Smederevu a okolních obcích umístěni uprchlíci z Kosova.

## Památky

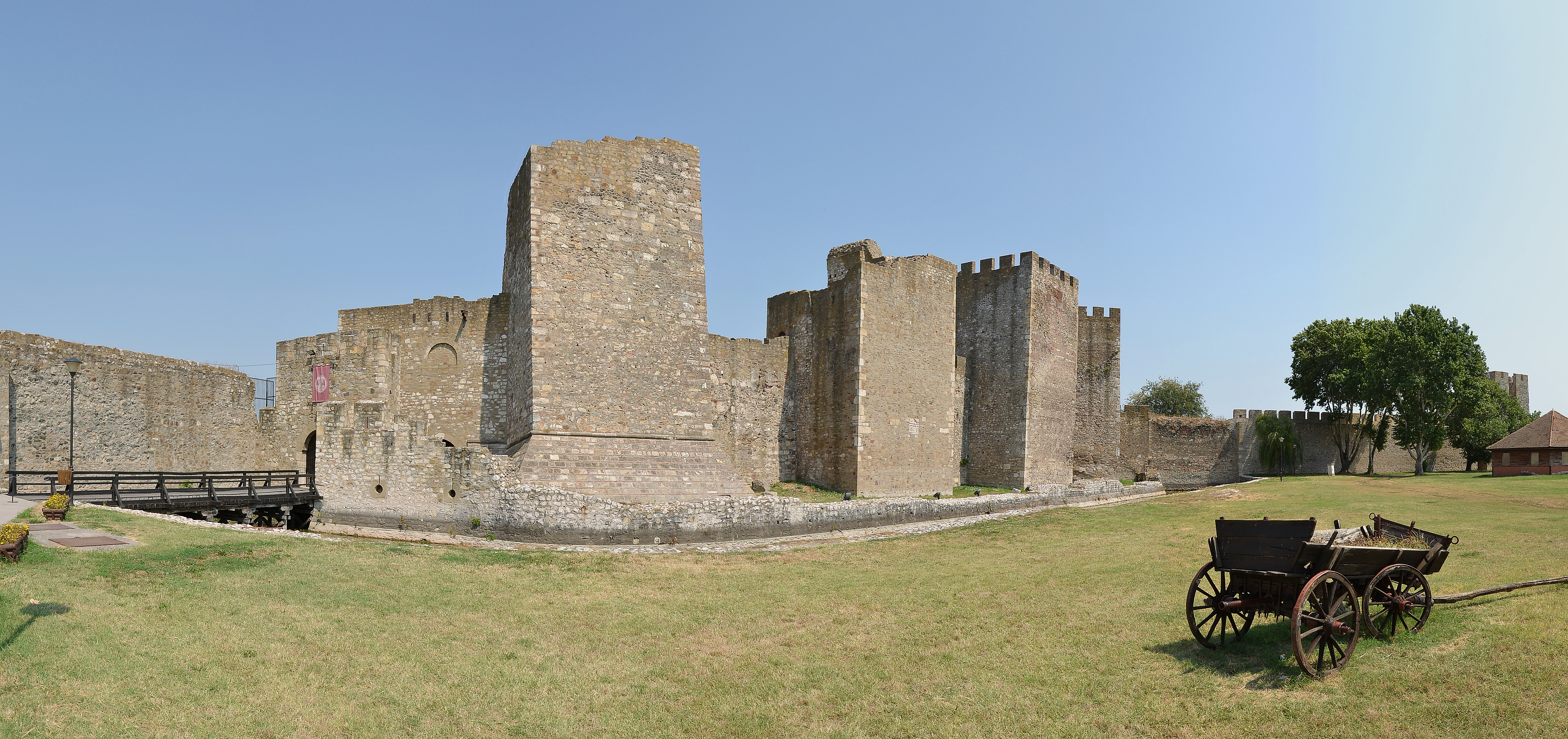
Smederevská pevnost
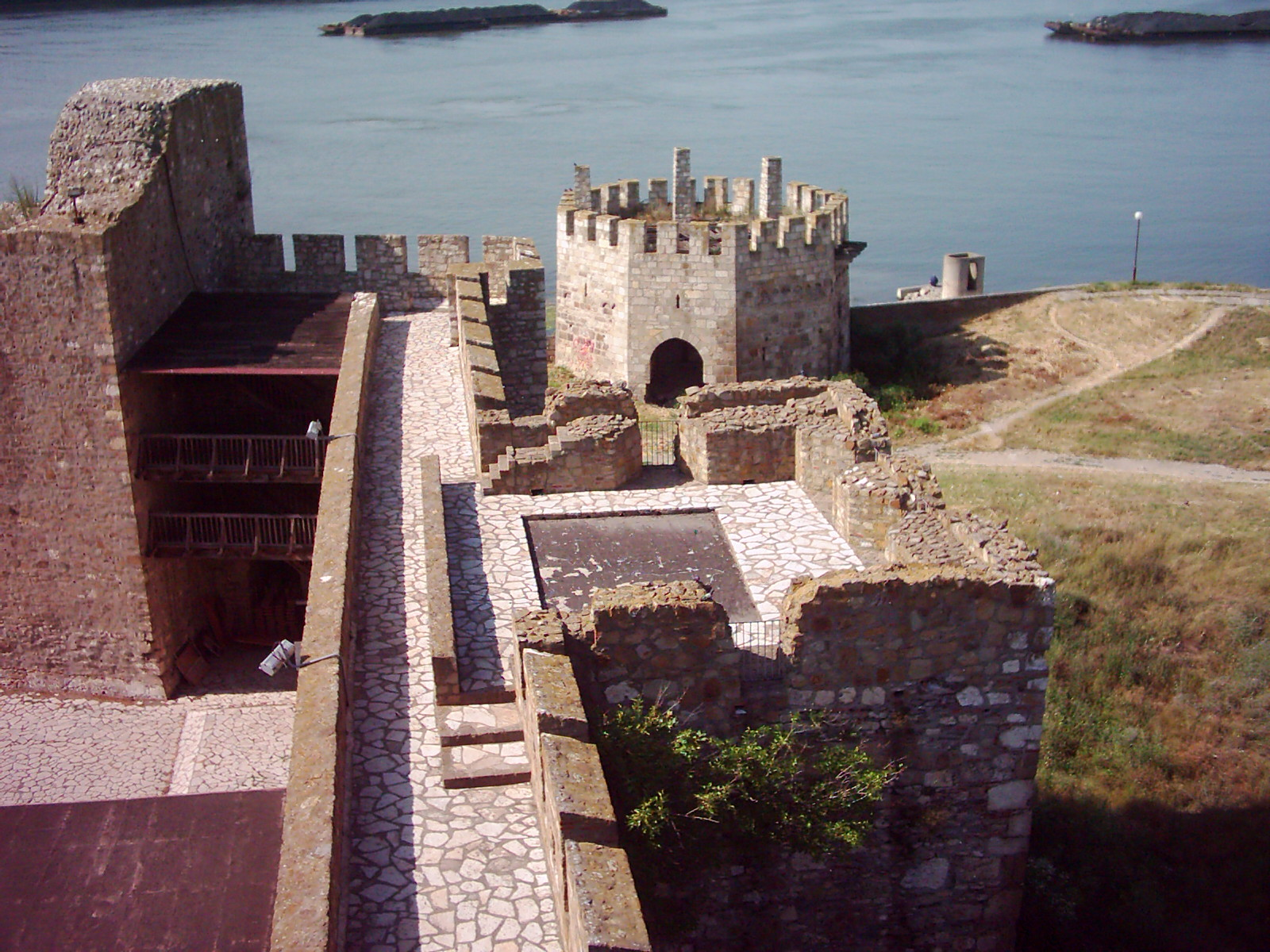
Smederevská pevnost
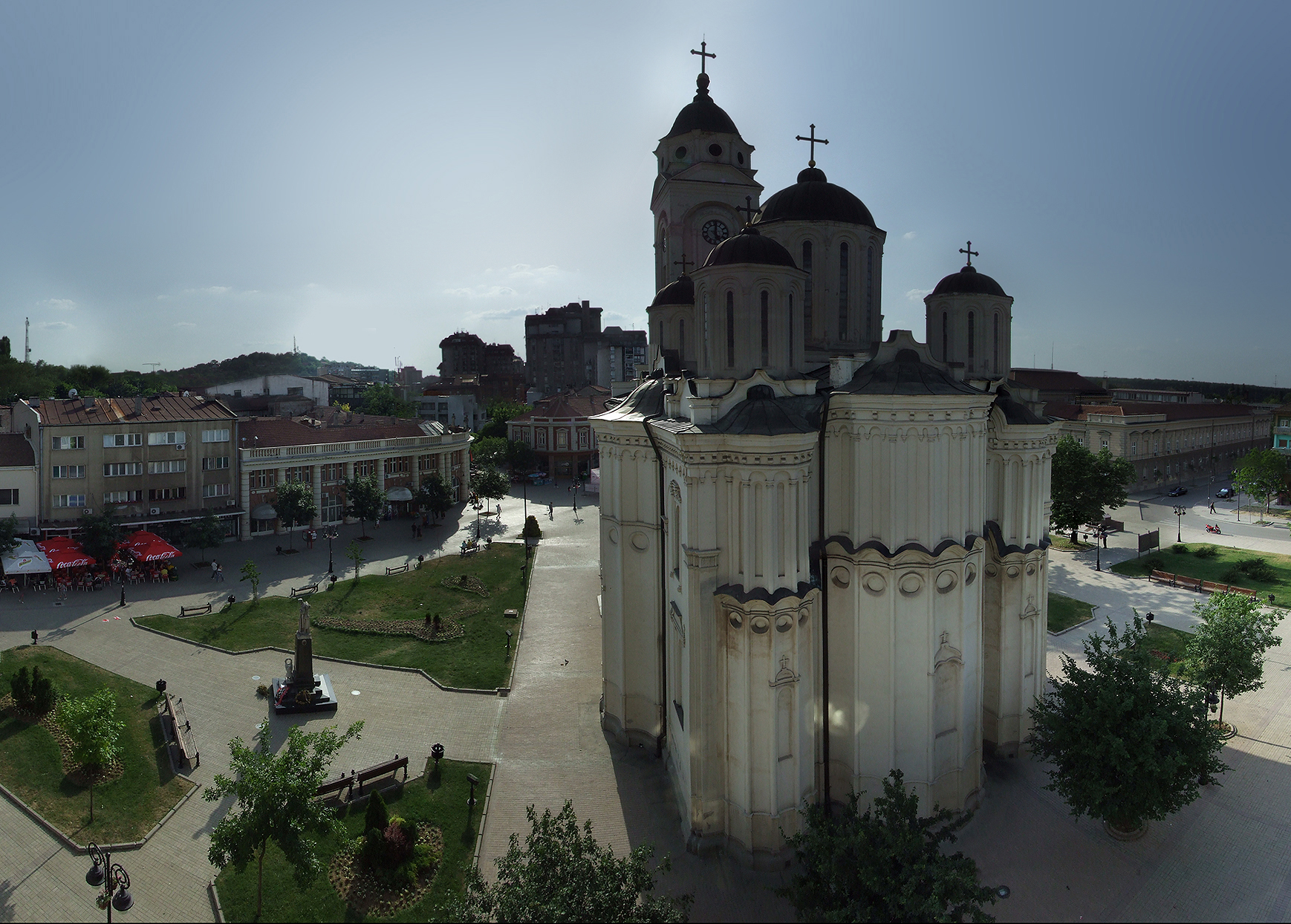
Kostel sv. Jiří
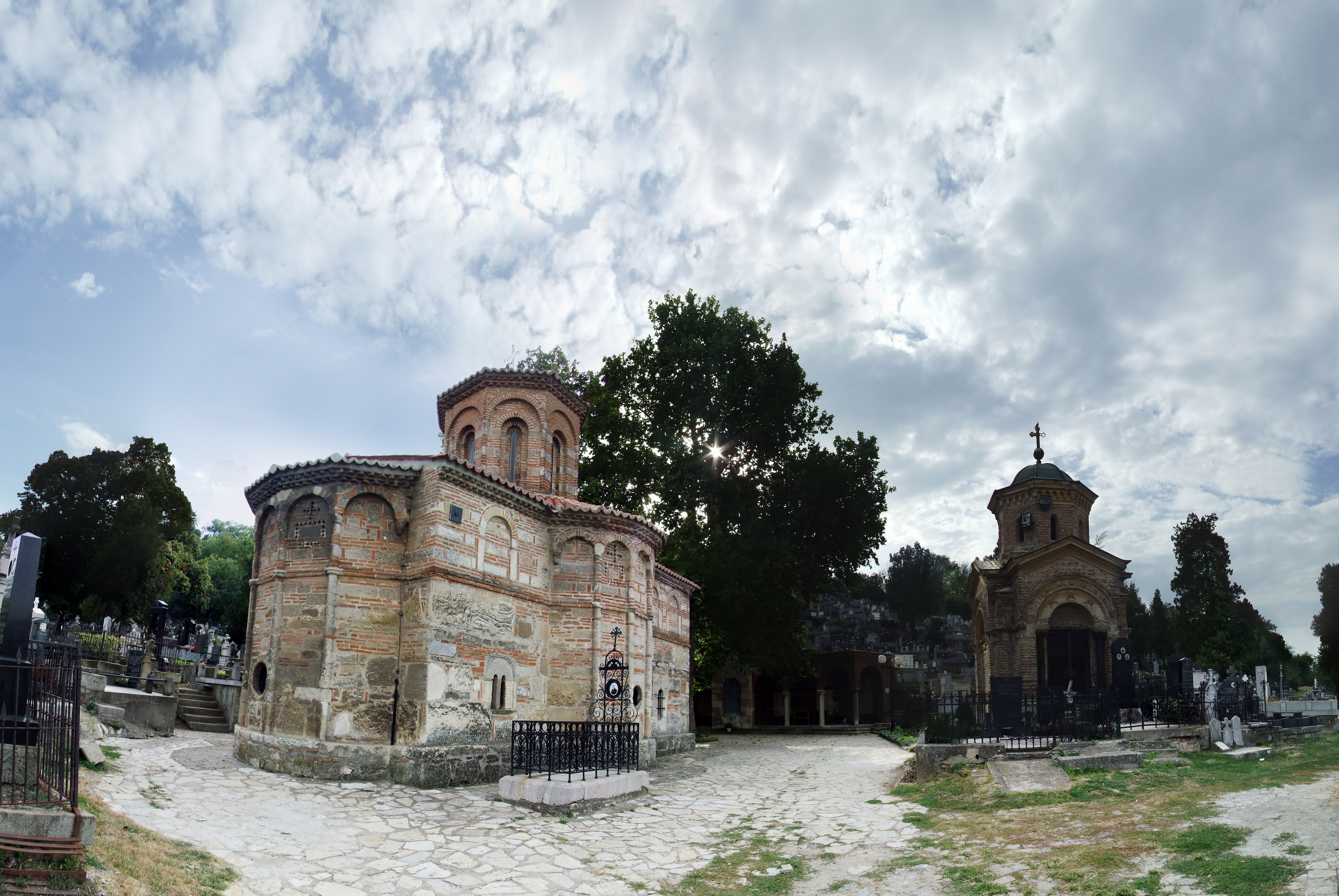
Kostel přesvaté Bohorodice ve Smederevu
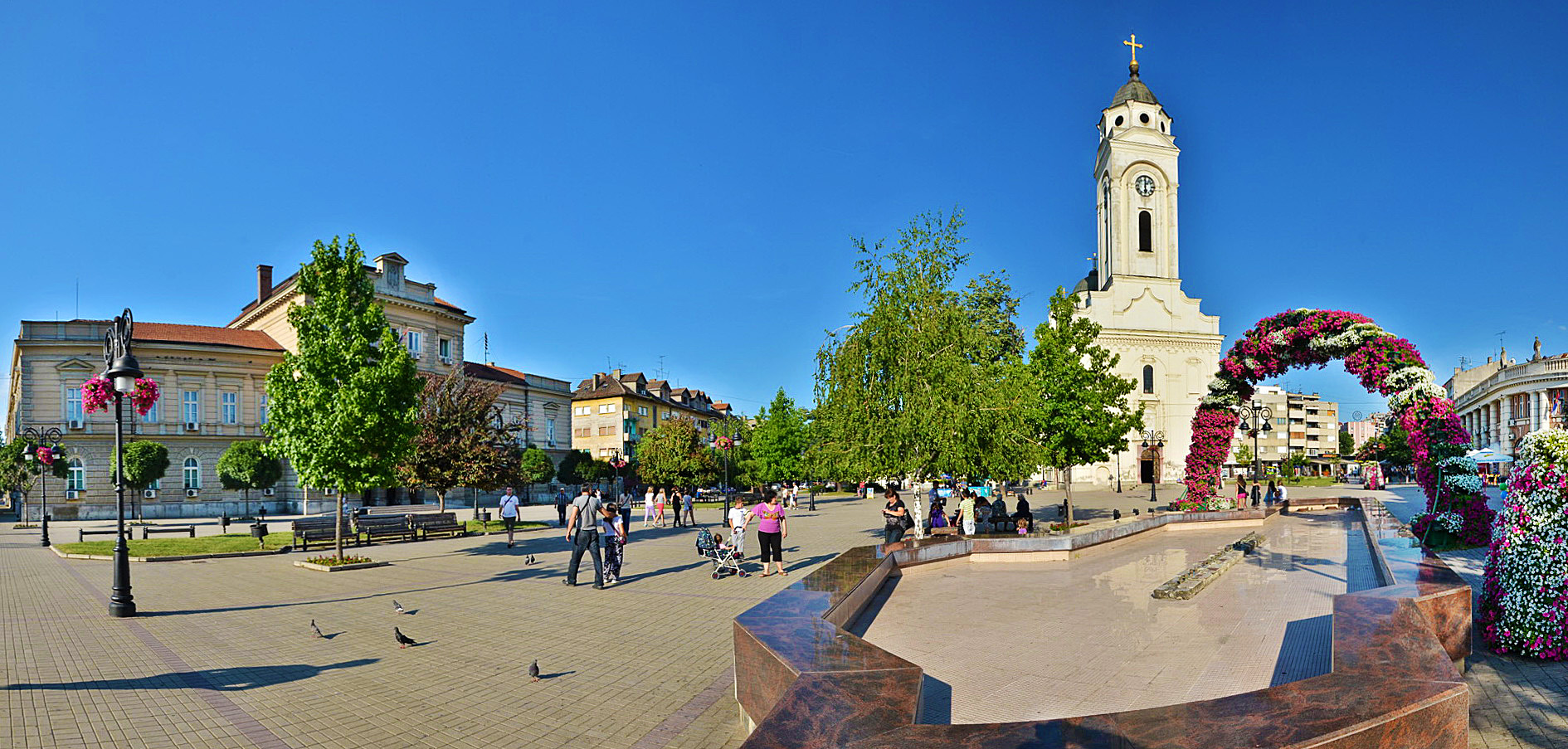
Náměstí republiky
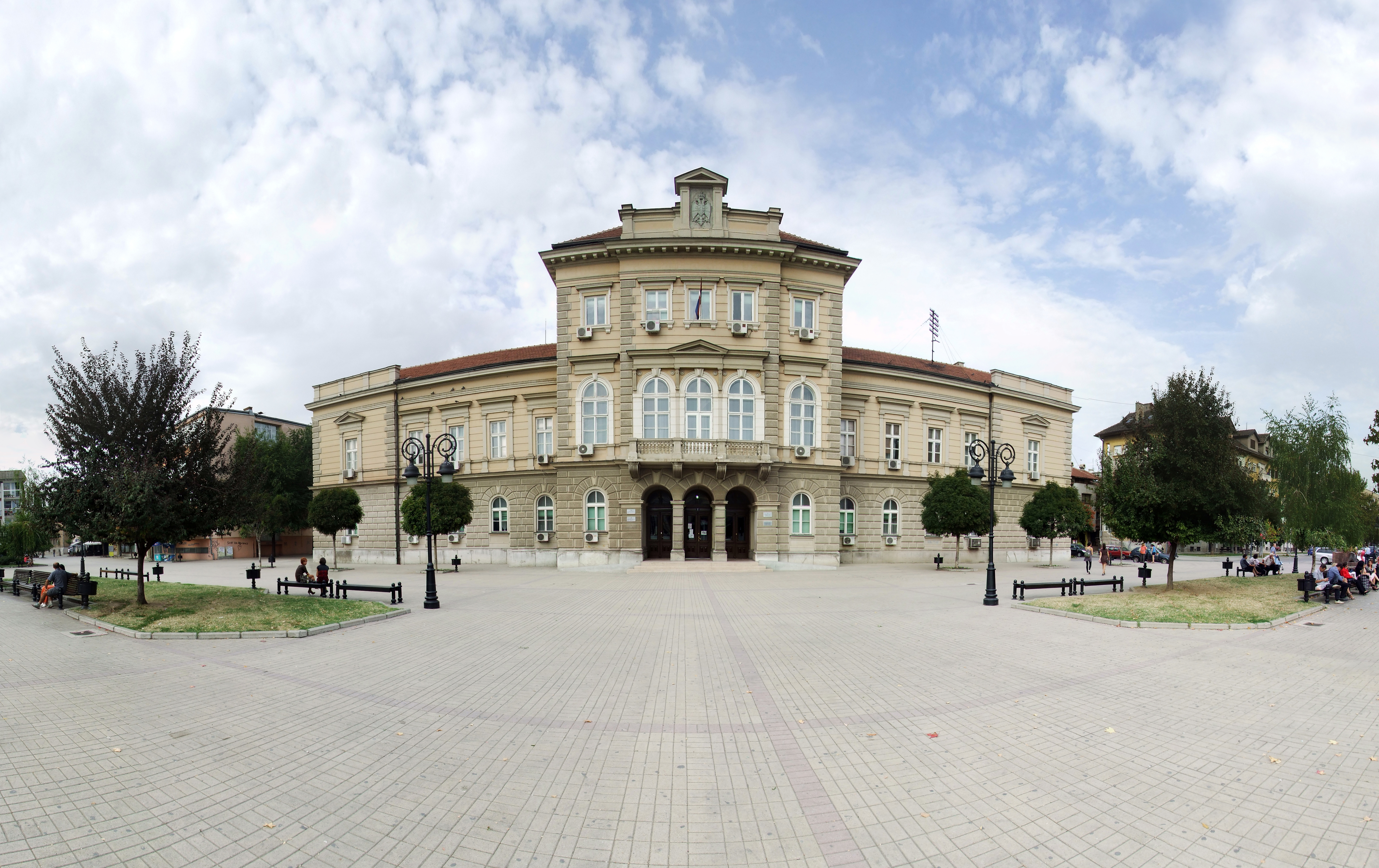
Budova okružního soudu
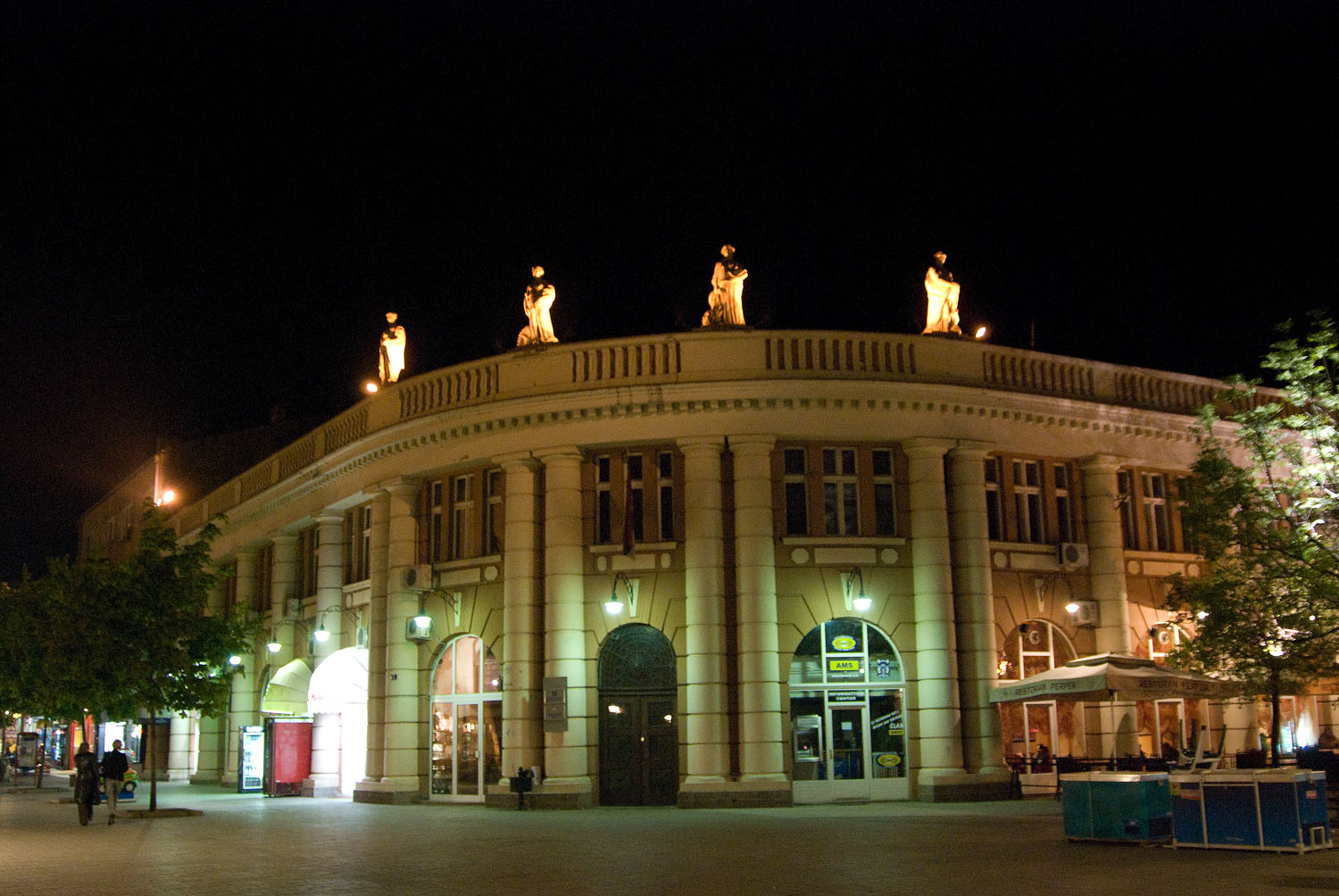
Budova radnice (opštiny)
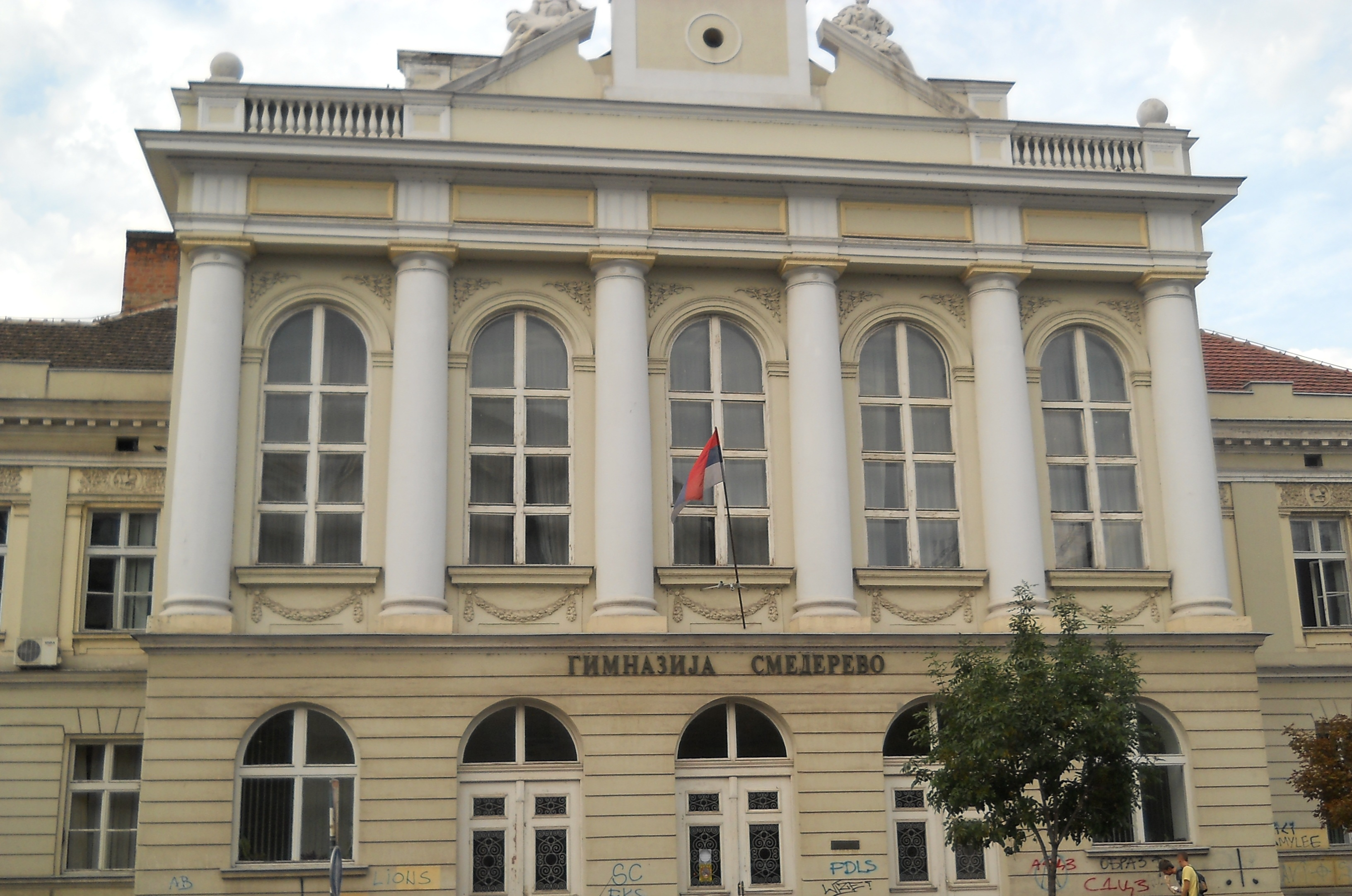
Gymnázium
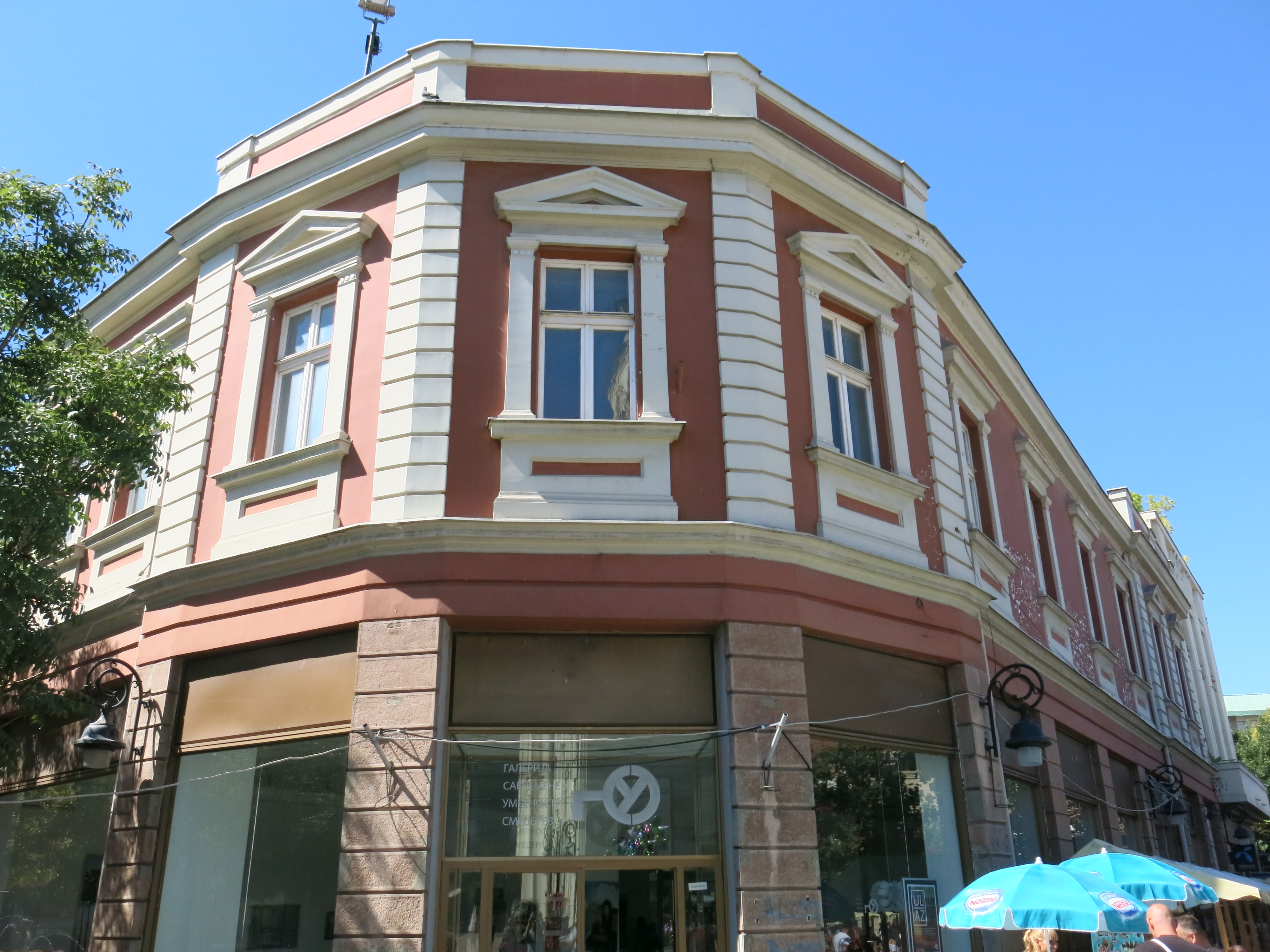
Galerie současného umění
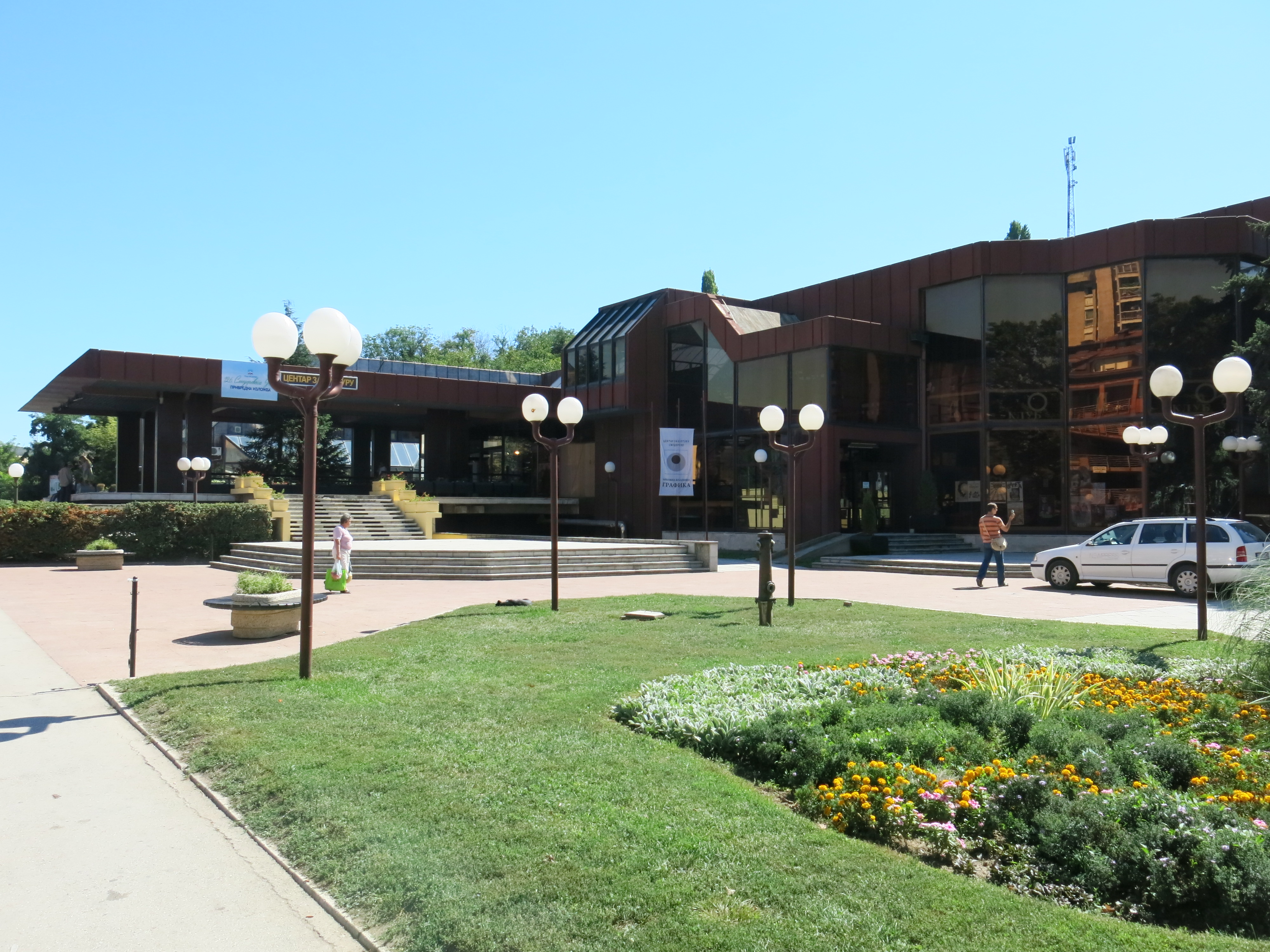
Kulturní centrum
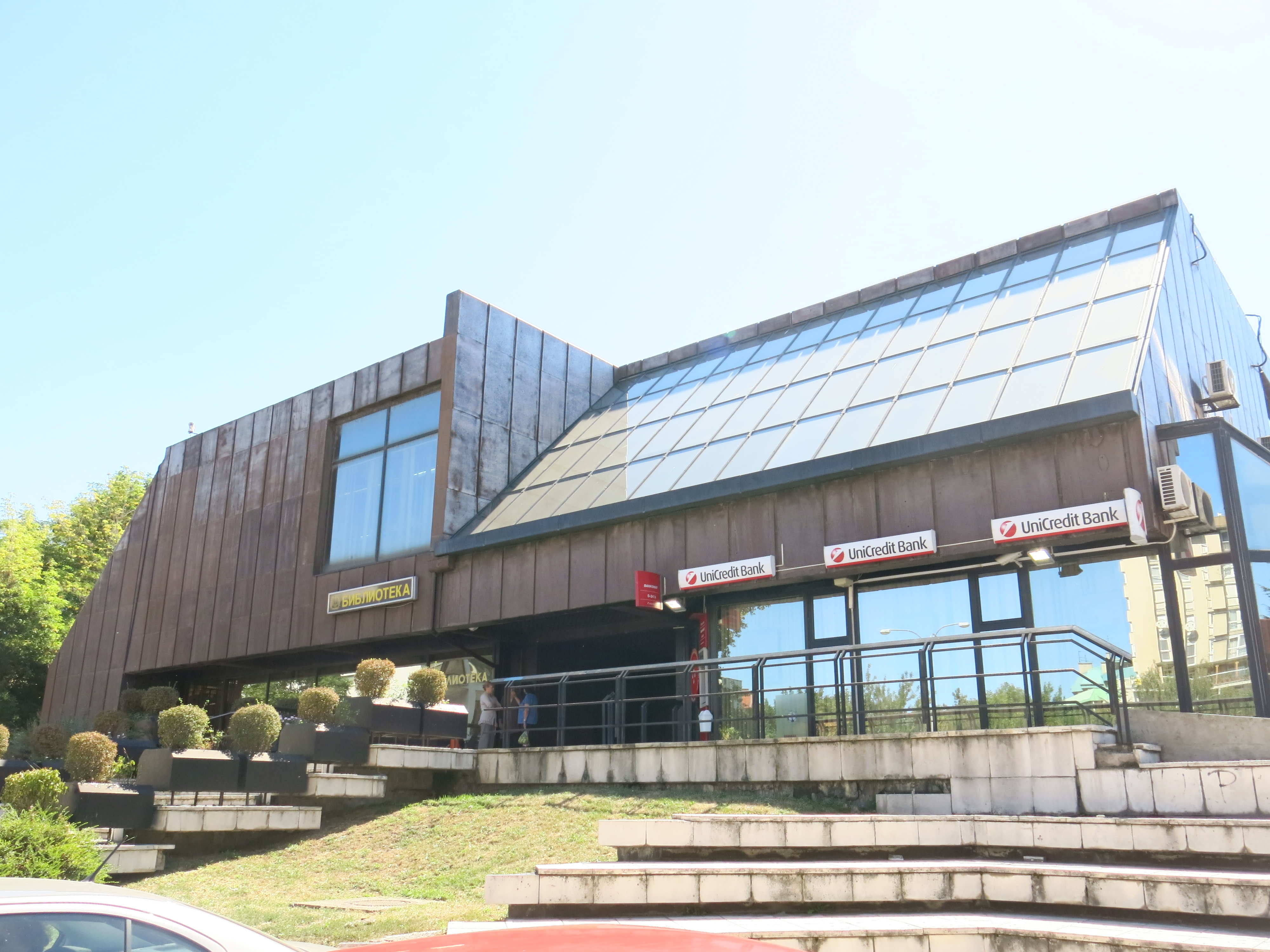
Národní knihovna

## Ekonomika
Smederevo je střediskem oblasti známé díky pěstování ovoce a výrobě vína. Místní potravinářský podnik Godomin však prošel velkou řadou ekonomických těžkostí po roce 1990 a na začátku 21. století přestal být aktivní společností.
Klíčovým subjektem místního průmyslu jsou ocelárny dříve známé pod jménem Sartid. V dobách existence socialistické Jugoslávie představovaly jeden z hlavních podniků na území země. V roce 2003 do nich po privatizaci vstoupil americký investor a přejmenoval je na U.S. Steel Serbia. Srbská vláda získala prodejem 33 milionů USD. Nebyly však pro amerického investora dostatečně rentabilní, a tak podnik převzal za symbolickou cenu srbský stát v roce 2012. O čtyři roky později je následně odkoupila čínská státní společnost HBIS. Ačkoliv ocelárna investovala nemalé prostředky do zlepšení výroby z hlediska životního prostředí, docházelo i nadále k negativním jevům, které ovlivňovaly život města i okolí. Došlo k zvýšení výskytu rakoviny.
Dne 8. srpna 2010 proběhlo ve Smederevu referendum, ve kterém se občané města měli vyjádřit k plánu výstavby rafinerie. Z potřebných cca 48 tisíc respondentů se referenda zúčastnilo jen cca 8 500 lidí. Společnost, která chtěla v roce 2012 postavit rafinérii, nicméně nebyla schopna získat včas stavební povolení.
| Struktura zaměstnanosti (2016)          | Celkem |
| --------------------------------------- | ------ |
| zemědělství, lesnictví a rybářství      | 190    |
| hornictví                               | 13     |
| zpracovatelský průmysl                  | 8 761  |
| distribuce energie, plynu a vody        | 210    |
| distribuce vody a odpadové hospodářství | 531    |
| stavebnictví                            | 667    |
| obchod                                  | 3 352  |
| doprava                                 | 1 160  |
| pohostinství                            | 538    |
| média a telekomunikace                  | 237    |
| finance a pojišťovnictví                | 393    |
| správa majetku                          | 77     |
| věda a výzkum                           | 573    |
| administrativa a ostatní                | 387    |
| sociální činnosti                       | 1 386  |
| vzdělávání                              | 1 808  |
| zdravotnictví                           | 1 519  |
| umění a rekreace                        | 235    |
| ostatní                                 | 512    |
| Celkem                                  | 22 549 |

### Kultura a turistika
Turisticky atraktivní je místní pevnost a dále vila Zlatni breg, která byla dříve letní rezidencí dynastie Obrenoviců. V roce 2021 navštívilo Smederevo celkem 28 tisíc turistů.
Ve městě se také nachází Regionální muzeum, které se věnuje i historickému období za vlády srbského despoty Đurađa Brankoviće.
V Smederevu se pravidelně od roku 1888 pořádá festival Smederevský podzim (srbsky Smederevska jesen).

## Doprava

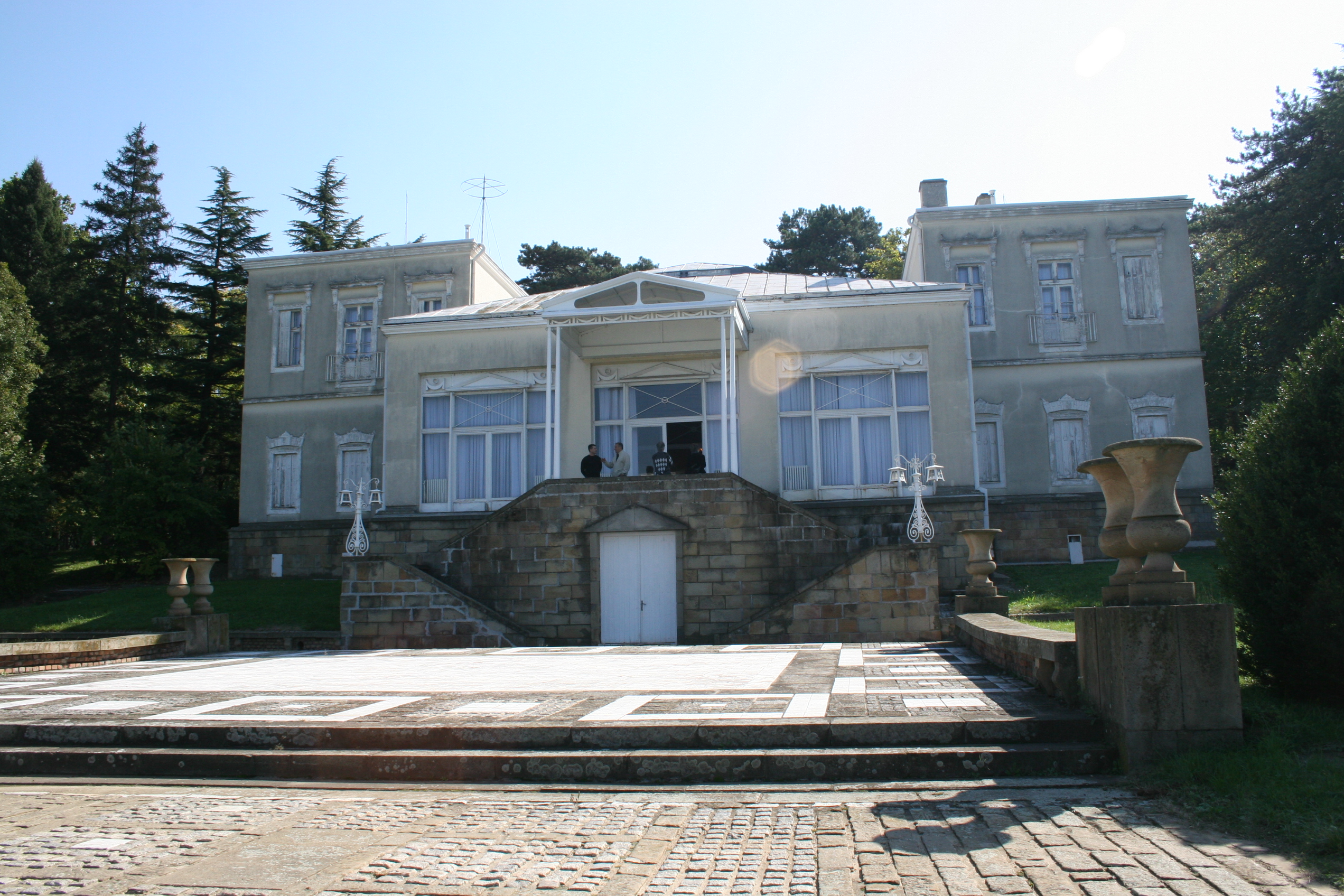
Vila Zlatý břeh, kterou nechali v blízkosti města zbudovat Obrenovićové.

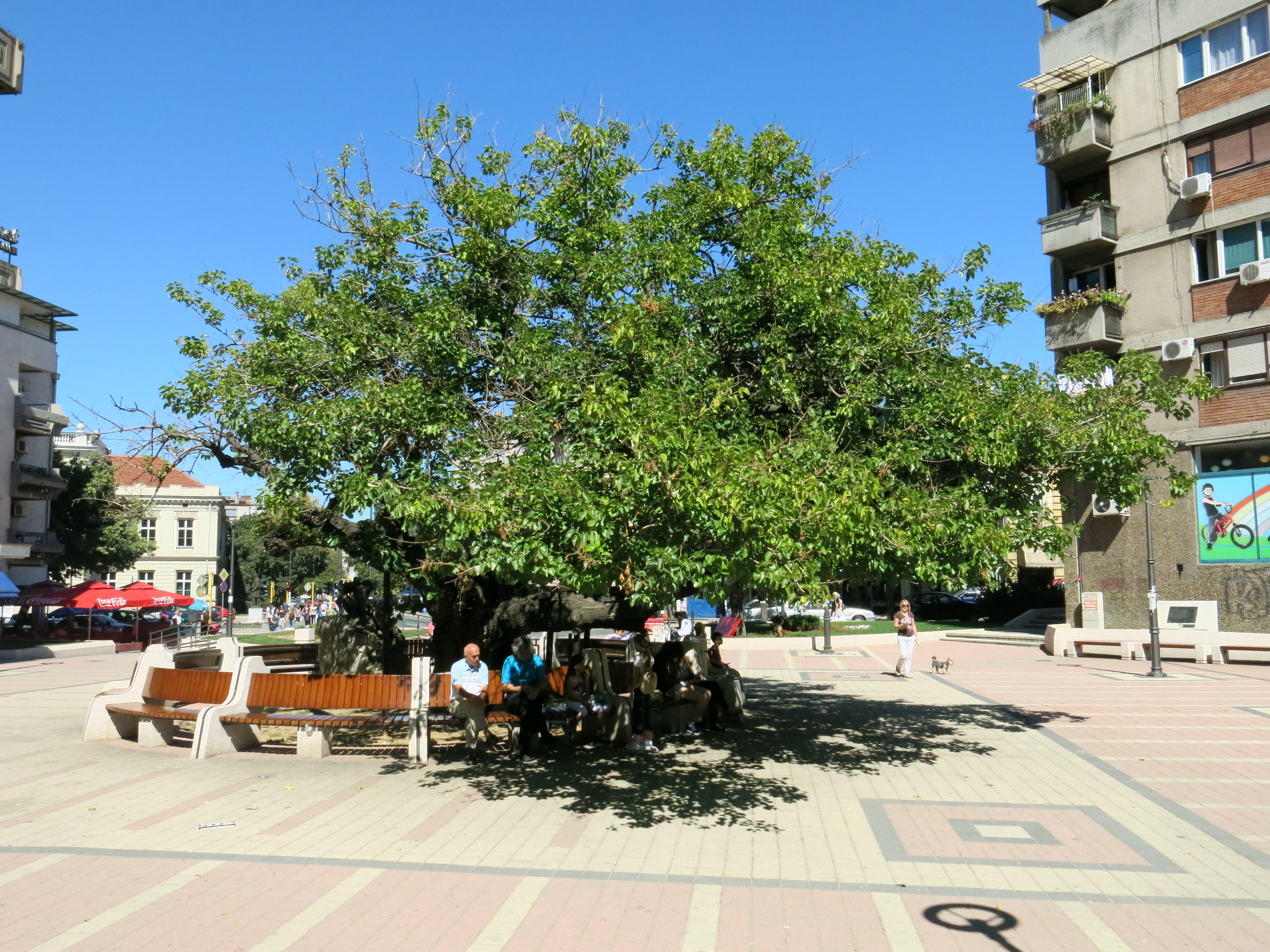
Karađorđův morušovník.

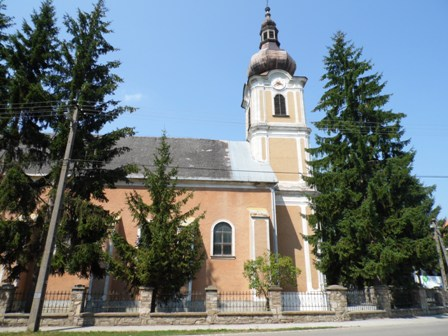
Římskokatolický kostel.

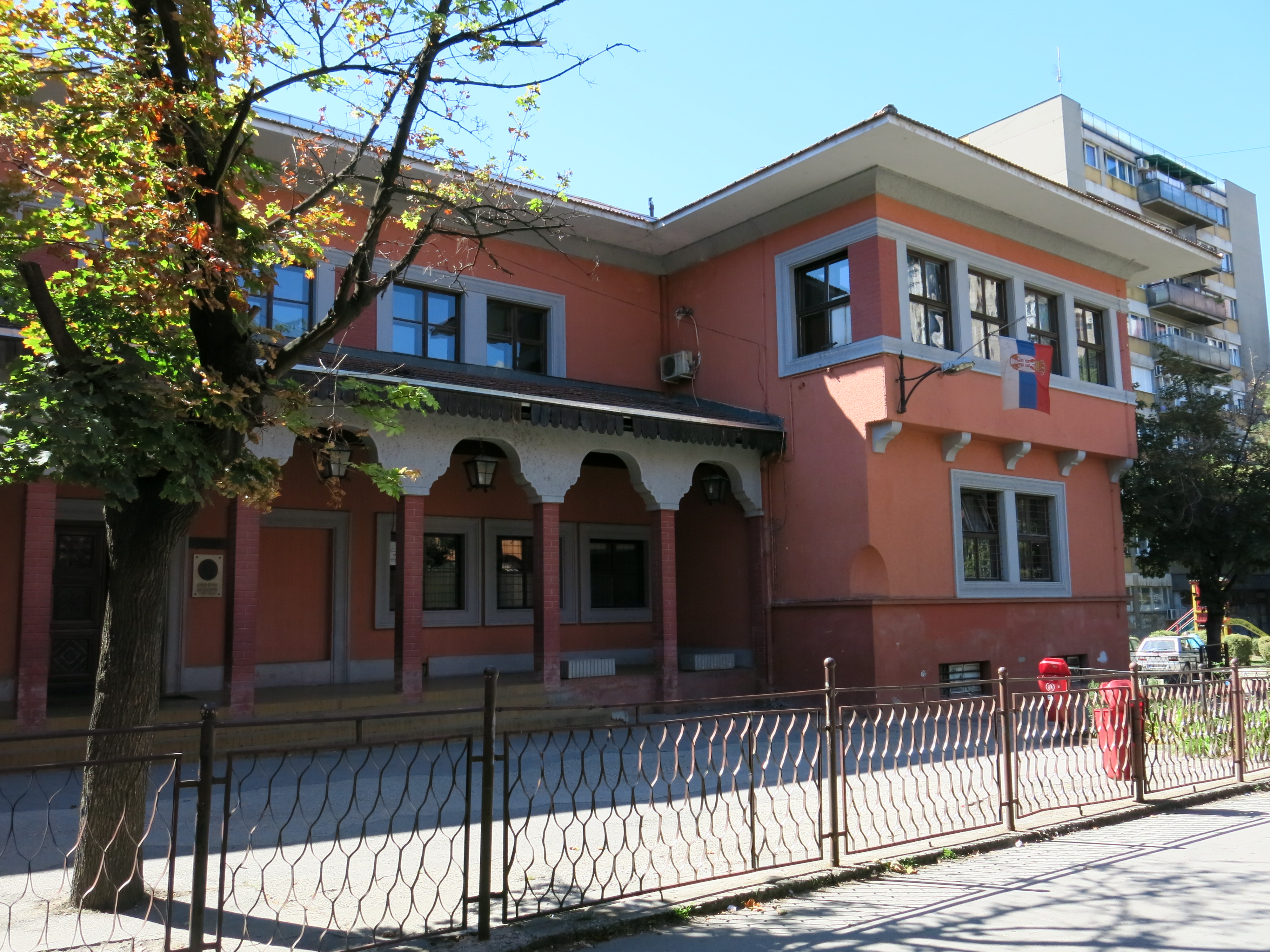
Základní škola Dimitrije Davidoviće.

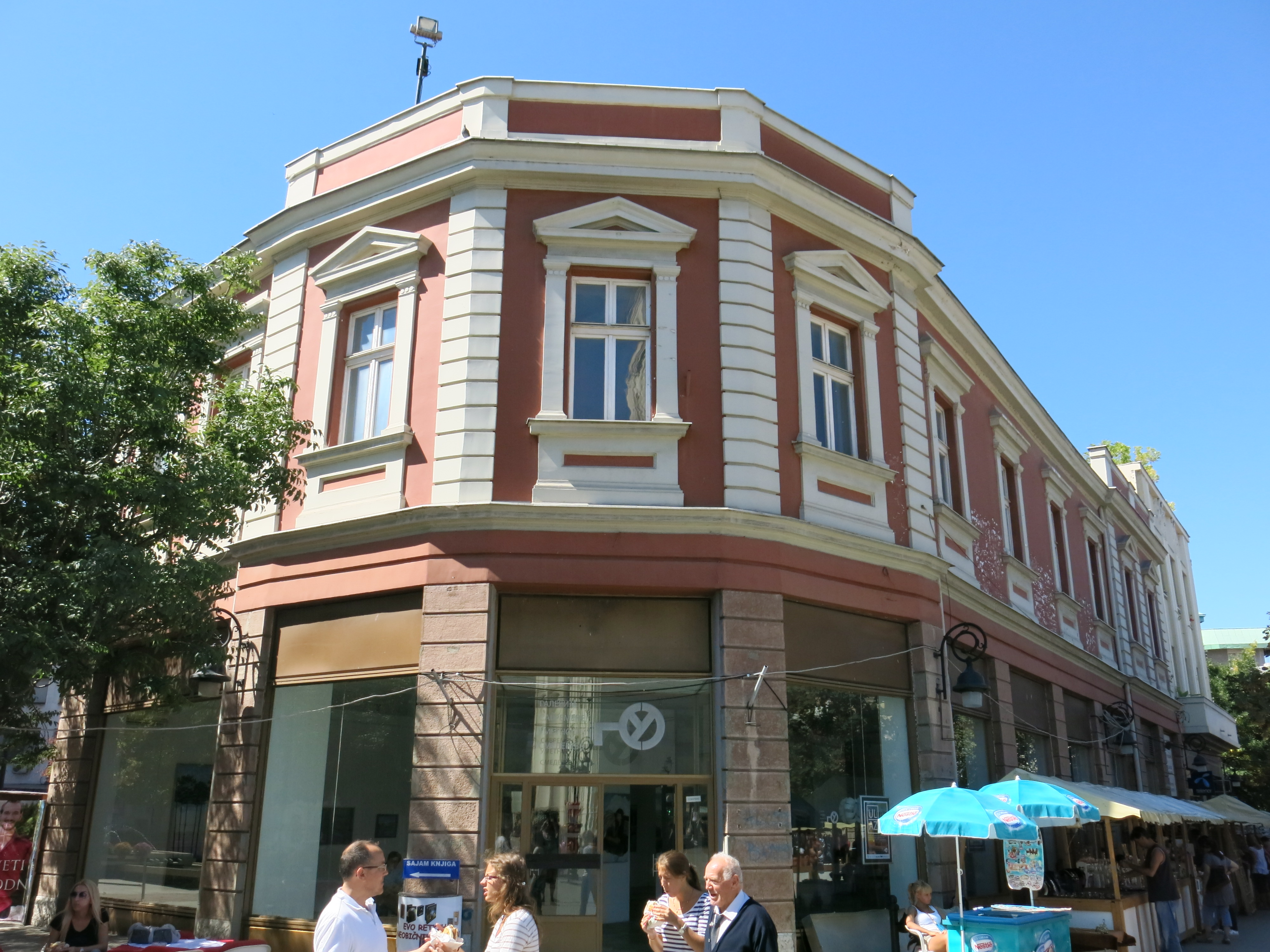
Galerie současného umění.

Smederevo je významné především kvůli svému říčnímu přístavu na Dunaji. Přístav může sloužit pro mezinárodní dopravu. Roční kapacita zboží dosahuje 1,5 milionů tun a je možné jej rozšířit v případě potřeby na mnohem vyšší provoz. V jeho blízkosti se nacházejí sklady bývalé společnosti Jugopetrol.
Přes město prochází dopravní tah z údolí řeky Moravy přes Dunaj až do Pančeva. Hlavní dopravní tahy celostátního významu vedou jižně od města; mezi ně patří dálnice A1 a železniční trať Bělehrad–Niš. Smederevo má vlastní odbočku, která se na hlavní trať napojuje u obce Mala Krsna (stejně jako v případě hlavního silničního trahu a dálnice).

## Zajímavosti
Ve Smederevu se nachází morušovník starý cca 300 let, představuje jeden ze symbolů města. Je pojmenován po srbském vojevůdci Karađorđovi.

## Známé osobnosti
- Đurađ Branković
- Irina Kantakuzen
- Lazar Branković
- Stefan Branković
- Vuk Grgurević
- János Hunyadi
- Karađorđe Petrović, srbský povstalec a zakladatel dynastie Karađorđevićů
- Dositej Obradović
- Dimitrije Davidović, novinář
- Antonije Protić
- Branislav Nušić[2], spisovatel
- Dimitrije Ljotić, politik
- Živorad Lazić
- Radivoje Lola Đukić, filmový režisér
- Slobodan Boda Ninković, herec
- Zlata Petković, herečka
- Dejan Tončić, herec
- Boža Nikolić, herec
- Jelena Mrđa, herečka
- Marica Vraneš, herečka
- Zorica Brunclik, zpěvačka
- Jovica Petković, harmonikář
- Tanja Savić, zpěvačka turbofolku
- Zoran Janković, starostal Lublaně
- Mateja Kežman, fotbalista
- Pal Kiniži
- Zoran Đurović, teolog
- Milosav Slavko Pešić, spisovatel
- Mladen Atanasijević, filolog
- Ljubiša Simić, boxer
- David Bižić, operní zpěvák
- Aleksandar Mitrović, fotbalista
- Marko Živković, fotbalista

## Partnerská města
- Herceg Novi, Černá Hora
- Pale, Bosna a Hercegovina
- Volos, Řecko